# En ami
En ami (En Ami) est le 15e épisode de la saison 7 de la série télévisée X-Files. Dans cet épisode, qui fait partie de l'arc mythologique de la série, l'homme à la cigarette offre à Scully de lui fournir un remède contre le cancer si elle accepte de faire un petit voyage avec lui.

## Résumé
Le jeune Jason McPeck est atteint d'un cancer en phase terminale. Une nuit, il voit des hommes en noir à sa fenêtre et, le lendemain, il est miraculeusement guéri. Mulder et Scully sont prévenus anonymement de ce cas et partent voir le jeune garçon. Ce dernier leur dit qu'un ange l'a pincé à la nuque et l'a guéri. Scully trouve à cet endroit une incision semblable à la sienne lorsqu'elle avait été enlevée. Peu après, Scully trouve l'homme à la cigarette en train de l'attendre dans sa voiture. Le fumeur lui révèle que c'est lui qui a guéri Jason, qu'il est mourant et veut se racheter de ses mauvaises actions en lui donnant le remède. Scully se méfie et refuse avant de se raviser plus tard. Elle l'accompagne pour un voyage à l'issue duquel il lui remettra le remède.

## Distribution
- David Duchovny : Fox Mulder
- Gillian Anderson : Dana Scully
- William B. Davis : l'homme à la cigarette
- Mitch Pileggi : Walter Skinner
- Michael Shamus Wiles : l'homme aux cheveux noirs
- Louise Latham : Marjorie Butters
- Tom Braidwood : Melvin Frohike
- Dean Haglund : Richard Langly
- Bruce Harwood : John Fitzgerald Byers

## Accueil

### Audiences
Lors de sa première diffusion aux États-Unis, l'épisode réalise un score de 7,5 sur l'échelle de Nielsen, avec 11 % de parts de marché, et est regardé par 11,99 millions de téléspectateurs.

### Critique
L'épisode reçoit un accueil globalement favorable. Le site Le Monde des Avengers lui donne la note de 4/4. Dans leur livre sur la série, Robert Shearman et Lars Pearson lui donnent la note de 4,5/5. Rich Rosell, du site Digitally Obsessed, lui donne la note de 4/5. Zack Handlen, du site The A.V. Club, lui donne la note de B+.

## Commentaire
Dans cet épisode, il y est question de mystificateur et de dissimulation